# Доње Точане
Доње Точане је насеље у Србији у општини Куршумлија у Топличком округу. Према попису из 2022. било је 43 становника (према попису из 1991. било је 203 становника).

## Демографија
У насељу Доње Точане живи 108 пунолетних становника, а просечна старост становништва износи 56,7 година (54,3 код мушкараца и 59,2 код жена). У насељу има 65 домаћинстава, а просечан број чланова по домаћинству је 1,88.
Ово насеље је у потпуности насељено Србима (према попису из 2002. године), а у последња три пописа, примећен је пад у броју становника.

## Презимена и порекло мештана

### Досељеници из села Ковачице (Са косовске стране копаоничког масива)
Сви досељеници из Ковачице славе Свете Враче.
- Мијаиловић
- Милић
- Радовић
- Анђелковић и Миленковић (Милетић)
- Филиповић (Нићифоровић)
- Радоњић
- Костић
- Петровић - У сродству су са Радовићима,Радоњићима и Костићима
- Танасковић
- Величковић - Досељени из Лесковчића
- Живић
- Кузмановић
- Николић
- Радојковић
- Лукић
- Илић (Радовановић)
- Тодоровић
- Радисављевић
- Вучковић
- Антић - Из Ковачице одсељени у Ц.Водицу,одакле су се вратили у Доње Точане
- Димитријевић

### Досељеници са подручја Ибарског Колашина
- Филиповић - Славе Св. Јована и Св. Илију
- Раденковић - Славе Ђурђевдан и Св. Илију
- Илић - Славе Св. Петку
- Стругаревић - Славе Св. Јована и Ивањдан
- Савовић (Томовић) - Славе Св. Николу (зимског и летњег)
- Краговић - Славе Аранђеловдан и Госпојину
- Антонијевић - Славе Св. Петку
- Радосављевић - Славе Св. Петку
- Милетић - Славе Св. Петку
- Чарапић (Вучетић) - Славе Св. Петку
- Анђелковић - Славе Св. Петку
- Здравковић - Славе Св. Петку

### Досељеници из Лапског села Пакаштице (код Подујева)
Ова група досељеника води порекло из црногорско - брдског племена Кучи који су насељавали источни део Црне Горе и северне делове Албаније око Проклетија и Скадра,тада у Зетској нахији Књажевине Црне Горе.Судећи по крсној слави коју славе,Никољдан (зимски и летњи) припадају братству Дрекаловића (Новокуча),род Весковића (како су се некада презивали свих пет фамилија а данас је само једна задржала то презиме).По једној легенди Дрекале Кастриотић (Kastrioti - на албанском) је био чукунунук Ђурђа Кастриотића - Скендербега,и он је родоначелник братства Дрекаловић.По другој легенди,Дрекаловићи (Новокучи) су огранак Старокуча (Мрњавчића - Мрњавчевића) и потомци су војводе Гојка Мрњавчевића.Поред овде две легенде,има још теорија о пореклу Дрекаловића из племена Куча,како наводе многи историчари који су се бавили истраживањем овог братства и племена ("Племе Кучи" - Миљан Јокановић,"Племе Кучи,родослов Дрекаловића" - Радован Ивановић,"Племе Кучи" - Јован Ердељановић,"Племе Кучи" - Марко Рашовић и други).
Весковићи су се у Доње Точане доселили из лапског села Пакаштице код Подујева.Пре тога се претпоставља да су били насељени негде у пределу Ибарског Колашина.
- Весковић
- Ракић
- Васић
- Јовановић
- Павловић